# Tanard Jackson
(en) Statistiques sur pro-football-reference
Tanard Ricardo Jackson (né le 21 juin 1985 à Silver Spring) est un joueur américain de football américain.

## Enfance
Jackson étudie à la Bullis School de Potomac et joue pour l'équipe de football américain de l'école comme running back et defensive back. Lors de sa dernière année lycéenne, il est nommé MVP de l'équipe après avoir parcouru 1132 yards à la course, réalisé quinze touchdowns, quatre interceptions, soixante-dix-huit tacles et deux sacks.

## Carrière

### Université
Il entre à l'université de Syracuse où il joue pour l'équipe de football américain des Orange. Lors de sa dernière année, il est sélectionné dans la seconde équipe de la conférence Big East. Il totalise durant ses années à la NCAA 165 tacles, 2,5 sacks, 8,5 tacles pour une perte et cinq interceptions.

### Professionnel
Tanard Jackson est sélectionné au quatrième tour du draft de la NFL de 2007 par les Buccaneers de Tampa Bay au 106e choix. Alors que son poste de prédilection est cornerback, il est déplacé au poste de safety. Il joue tous les matchs de sa saison de rookie, faisant cinquante-six tacles et deux interceptions. Il est conservé à son poste de titulaire en 2008.
Néanmoins, il est suspendu pour les quatre premiers de la saison 2009 du fait d'une violation de la politique anti-drogue, mais retrouve ensuite son poste de titulaire. Le 22 septembre, il est suspendu indéfiniment par la NFL du fait d'une seconde violation de la politique anti-drogue; pour lui, la saison se termine après deux matchs. Le 11 octobre 2011, il est réintégré par la ligue. Le 14 octobre, les Buccs le sélectionne dans l'équipe active et il fait son retour deux jours plus tard contre les Saints de la Nouvelle-Orléans.

## Palmarès
- Seconde équipe de la conférence Big East 2006